# حیدرعلی طالب‌پور
حیدرعلی طالب‌پور بروجنی (۱۳۰۹ بروجن - ۱۹ مهر ۱۳۹۲ بروجن) شاعر اهل بروجن در استان چهارمحال و بختیاری است.
اشعار او به لهجه بروجنی هستند.
حیدرعلی طالب‌پور متولد اردیبهشت سال ۱۳۰۹ در محله گیرمالک (دانشسرای کنونی) شهر بروجن بود که از دوران کودکی با علاقه بسیار به سرودن شعر پرداخت و آثار او از منظر ادبیات کلاسیک و مدرن قابل تأمل است.
نخستین مجموعه شعر وی در سال ۱۳۵۱با عنوان فالگوش منتشر شد. عنوان کتاب برگفته از قیده‌ای بهاری است که شاعر به بهانه فالگوش رفتن شب عید، فقر و فاقه شدید برخی قشرها جامعه را با لطافت شاعرانه به تصویر می‌کشد.
حیدرعلی طالب‌پور با نام هنری حیدر آقا، یکی از شاعران ادبیات فولکور ایران بود، که با هنرمندی تمام، لجهه بروجنی را به عنوان یکی از زیرشاخه‌های گویش رایج فلات مرکزی ایران در اشعار فارسی متداول کرد. کتاب قلف صد من که در سال ۱۳۸۱ در انتشارات نقش مانای اصفهان به کوشش دکتر علی محمدی نشر یافت، متضمن همه‌ی شعرهایی است که به لهجه و گویش بروجنی سروده شده است. همچنین کتاب قله‌نشین قاف حیدر طالب‌پور بروجنی پس از انتشار در سال ۱۳۷۸ به دلیل پرداختن به مضامین اجتماعی مورد توجه منتقدان و استادان دانشگاه قرار گرفت. این کتاب از منظر نگاه جامعه‌شناسانه به روابط انسان‌ها در اجتماع، از سوی دو دانشجوی مقطع دکترای گروه ادبیات دانشگاه تهران به عنوان یک اثر قابل اتکا معرفی شد.
غزلیات اجتماعی این شاعر پیشکسوت چهارمحال و بختیاری که دارای ماهیت طنز می‌باشند از تحکم و زیربنای ادبیات فاخر ایران بهره‌مند است.

## آثار
- قله‌نشین قاف
- فال‌گوش
- تلنگر

دیوان آثار به کوشش ابوالقاسم (حسن) کاویانی بروجنی

## نمونه اشعار

### دیمبُل و دیمبو
| خیلی از خوشگلیِ اون زنِه چل چُو می کُنَن                 |  | بسکی چل چُو می کُنَن دل آدِما اُو می کُنَن       |
| به بونه قام قامِکی گِل بون و بُرگه ش می دِیَن            |  | جِغِلا اون جا میرَن کیزِه شونا اُو می کُنَن      |
| سَری شِی تا دَمِ صُح پُشتی خونه ش جَمعیتی                  |  | عاشقاش زیک می زَنَن دسّاشونا هو می کُنَن       |
| اَی می خومن براتگای راس شا بُوگَم این دلُم آتیش می گیرِد |  | اَحَمُوم وخ کُه می یاد بقچه شا اُفتو می کُنَن    |
| عام سلیمون تو می دونی چه قَدَر خَلق بَدَن                |  | خود دو من ریش و سیبیل همدیگه را خو می کُنَن |
| اَی یکی پاشا جا پاش هشت یِهو پُشتی سَرُش                 |  | یه دُوُل وَر می دارن دیمبُل و دیمبو می کُنَن    |